# 草质假复叶耳蕨
草质假复叶耳蕨（学名：Acrorumohra hasseltii）为鳞毛蕨科假复叶耳蕨属下的一个种。